# (6468) Welzenbach
(6468) Welzenbach est un astéroïde de la ceinture principale.

## Description
(6468) Welzenbach est un astéroïde de la ceinture principale. Il fut découvert le 2 mars 1981 à Siding Spring par Schelte J. Bus. Il présente une orbite caractérisée par un demi-grand axe de 2,68 UA, une excentricité de 0,07 et une inclinaison de 2,3° par rapport à l'écliptique.

## Compléments